# Варъягунинклор
Варъягунинклор (устар. Вар-Ягун-Инг-Лор) — озеро в России, расположено в Сургутском районе Ханты-Мансийского АО.
Площадь водоёма составляет 3,36 км², водосборная площадь — 14,2 км². Высота над уровнем моря — 68,9 м.
Из озера вытекает ручей и впадает в озеро Варынклор, из которого вытекает речка Варынкъягун, которая впадает в реку Кирилл-Высъягун.

## Данные водного реестра
По данным государственного водного реестра России относится к Верхнеобскому бассейновому округу, водохозяйственный участок озера — Обь от впадения реки Вах до города Нефтеюганск, речной подбассейн озера — Обь ниже Ваха до впадения Иртыша. Речной бассейн озера — (Верхняя) Обь до впадения Иртыша.
Код объекта в государственном водном реестре — 13011100111115200004166.